# Three Cool Cats
«Three Cool Cats» (с англ. — «Три крутых парня») — песня, написанная в 1958 году Джерри Либером и Майком Столлером. Песня была впервые опубликована на стороне «Б» сингла «Charlie Brown» (ставшим хитом в 1959 году) группы The Coasters. Песня повествует о том, как «три крутых парня» встретили «три крутых цыпочки», которые вскружили им головы.

## Версия «Битлз»
Песня вошла в живой репертуар «Битлз» в начале 1960 года и была одной из пятнадцати композиций, исполнявшихся группой на прослушивании у лейбла Decca (1962 год). Основной вокал исполнял Джордж Харрисон; запись данного исполнения вошла в компиляционный альбом Anthology 1, выпущенный в 1995 году. Группа ещё раз обращалась к этой песне во время студийной работы над записью альбома Get Back (значительная часть материалов которого была позже опубликована в альбоме Let It Be) 29 января 1969 года, пытаясь записать песню в более медленной обработке, однако данная версия не была опубликована.

## Другие кавер-версии
Существует также несколько других кавер-версий этой песни:
- В 1967 году песня вошла в альбом Can’t Break the Habit британской группы The Ferris Wheel[3].
- В 1996 году песня была записана группой The 5.6.7.8’s для альбома Bomb the Twist.
- Версия на французском языке — Ришар Антони, Nouvelle vague (1959).
- Песня также вошла в альбом Рая Кудера Chávez Ravine (2005 год; вокальная партия исполнена Уилли Гарсия)[4].